# Calliandra parviflora
Calliandra parviflora är en ärtväxtart som beskrevs av George Bentham. Calliandra parviflora ingår i släktet Calliandra och familjen ärtväxter. Inga underarter finns listade i Catalogue of Life.